# Astragalus phrygius
Astragalus phrygius är en ärtväxtart som beskrevs av Sirj. Astragalus phrygius ingår i släktet vedlar, och familjen ärtväxter. Inga underarter finns listade i Catalogue of Life.